# Tovladić
Tovladić (szerbül: Товладић), falu Bosznia-Hercegovinában, a Bosanska Krajina keleti részén, Kotor-Varoš községben, a Szerb Köztársaságban. 

## Fekvése
A település Bosznia-Hercegovina északi részén, Banja Lukától légvonalban 15, közúton 25 km-re délkeletre, községközpontjától légvonalban 6, közúton 8 km-re északnyugatra, a Vrbanja bal oldali mellékvize, a Tovladić-folyó völgyében és a környező dombokon, 250-340 méteres magasságban fekszik. 

## Népessége
| Nemzetiségi csoport | Népesség 1991 | Népesség 2013 |
| ------------------- | ------------- | ------------- |
| Szerb               | 340           | 189           |
| Bosnyák             | 0             | 0             |
| Horvát              | 0             | 2             |
| Jugoszláv           | 0             | 0             |
| Egyéb               | 1             | 0             |
| Összesen            | 341           | 191           |

## Története
A térség 1878-ig tartozott az Oszmán Birodalomhoz, ekkor a berlini kongresszus határozata alapján az Osztrák-Magyar Monarchia része lett. 1879-ben az első osztrák-magyar népszámlálás során a Banja Luka-i járáshoz tartozó településnek 17 háztartása, 108 ortodox és 19 muszlim lakosa volt. 1910-ben a Kotor Varoš-i járáshoz tartozó településen 15 háztartást, 100 ortodox és 1 muszlim lakost találtak. A hozzá tartozó Jasikkal és Timar-Čiflukkal együtt 196 ortodox és 24 muszlim lakosa volt. A monarchia szétesésével 1918-ban előbb a Szerb-Horvát-Szlovén Királyság, majd 1929-től a Jugoszláv Királyság része lett. 1921-ben 199 lakosából 193 ortodox és 6 muszlim volt. Az 1929-es törvény értelmében, amikor Bosznia-Hercegovinát négy banovinára, Drinskára, Vrbaskára, Zetskára és Primorskára osztották, a település a Vrbaska banovina része lett, amelynek székhelye Banja Luka volt. Jugoszlávia megszállása után a Független Horvát Állam (NDH) része lett. A második világháború idején, 1942. április 16-án a horvát usztasák az itteni mészárlásban összesen 63 szerbet öltek meg, ebből 38 áldozat Celina környékéről származott. A második világháború után 1992-ig a szocialista Jugoszlávia részeként a Bosznia-Hercegovinai Népköztársasághoz tartozott. A daytoni békeszerződést követő területfelosztásnál Kotor-Varoš község részeként a Szerb Köztársaság területéhez került.

## Nevezetességei
- Szent Miklós tiszteletére szentelt ortodox temetőkápolnáját 2024. július 9-én szentelte fel Jefrem Banja Luka-i ordotox püspök.[9]

- A tovladići Rašče Brdo-n van egy emlékmű, ahol az 1942. április 16-án lezajlott usztasa mészárlás áldozatait temették el. Az 1942-ben elhunyt 63 szerb közül 21-et az emlékmű osszáriumában temettek el.[7][8]